# Johann Spies
Johann Spies, né en 1540 dans le comté de Königstein (de) et mort en 1623 à Gera, est un imprimeur allemand des XVIe et XVIIe siècles connu pour avoir publié anonymement un recueil de contes centré sur le personnage de Faust, un savant qui contracte un pacte avec le Diable. Ce récit inspira par la suite de nombreux autres auteurs, dont Christopher Marlowe avec son ouvrage La Tragique Histoire du docteur Faust et Johann Wolfgang von Goethe avec son Faust.

## Biographie
Originaire d'une famille d'imprimeur, Johann Spies perpétue la tradition familiale en devenant lui même imprimeur : trois de ses fils le suivront dans cette vocation.
Johann Spies publie en 1587 à Francfort son livre le plus connu, Historia von Johann Fausten (en). Ce livre est un recueil d’anecdotes au sujet d'un professeur de théologie et de médecine nommé Faust qui, grâce à son étude de la sorcellerie, parvient à former un pacte avec le Diable, nommé ici Méphistophélès. Après plusieurs péripéties fantastiques, Faust est puni pour ses péchés lorsque le démon s'empare de son âme et le voue aux flammes de l'enfer.
L'année suivante, le livre est traduit en anglais, avant de connaître avant 1611 des adaptations française, néerlandaise et tchèque.